# Аллате
Аллате (дарг. ГӀялате) — село в Левашинском районе Дагестана. Входит в сельсовет Мусультемахинский.

## География
Расположено в 31 км к юго-западу от районного центра Леваши.

## Население
| 1895 | 1926 | 1939 | 1970 | 1989 | 2002 | 2010 |
| ---- | ---- | ---- | ---- | ---- | ---- | ---- |
| 455  | ↗551 | ↗589 | ↘413 | ↗488 | ↗686 | ↗712 |
| 2021 |      |      |      |      |      |      |
| ↗777 |      |      |      |      |      |      |

## Улицы
Улицы села:
| - Алиева - Г.Омарова - М.Ильясова - Р.Нурова |